# بيدرو سي. سانشيز
بيدرو سي. سانشيز هو سياسي أمريكي، ولد في 29 يونيو 1925 في غوام في الولايات المتحدة، وتوفي في 16 أغسطس 1987 في هونولولو في الولايات المتحدة. نشط حزبياً في Democratic Party of Guam ‏. وقد انتخب عضو الهيئة التشريعية في غوام ‏.